# S/2020 (809875) 1
S/2020 (809875) 1とは、2020年2月4日にアレシボ天文台によって発表された(809875) 2020 BX12の衛星である。S/2020 (809875) 1は、(809875) 2020 BX12から360m離れたところを公転している。

## 概要
(809875) 2020 BX12の衛星は、Luisa Zambrano-MarínやPlanetary Radar Science Groupなどのメンバーで構成される天文学者のチームが行ったレーダー観測により発見された。小惑星センターによる衛星の命名規則に従い、衛星は仮にS/2020 (809875) 1と命名された。(809875) 2020 BX12の衛星の発見により、衛星の軌道から質量と密度を測定することが可能である。(809875) 2020 BX12は速い自転周期と回転楕円体の形状をしていることが判明しているため、(809875) 2020 BX12からの分裂または質量放出によって形成された可能性がある。

## 物理的特性
S/2020 (809875) 1は直径が少なくとも70mであるため、衛星のサイズは、(809875) 2020 BX12の直径の半分未満である。S/2020 (809875) 1と(809875) 2020 BX12の絶対等級の差は約1.9であり、(809875) 2020 BX12の絶対等級が20.6の場合、衛星の絶対等級が約22.5であることを示している 。(809875) 2020 BX12の絶対等級がレーダー画像における衛星の明るさで遅延したドップラー効果を除くと、衛星のアルベドは、わずかに高い（~0.3）。(809875) 2020 BX12の直径は0.36kmであるが、22.5の絶対等級を利用して直径を変換するとS/2020 (809875) 1の直径は0.07kmであることが判明した。

## 軌道と自転
2020年2月5日に撮影されたレーダー画像から、S/2020 (809875) 1と(809875) 2020 BX12間の距離は、約360mまたは(809875) 2020 BX12の半径の4.4倍と推定されている。衛星の公転周期は約45~50時間（1.9~2.1日）と考えられている。ただし、レーダー画像の投影効果のため、公転周期は15~16時間（0.63~0.67日）の可能性もある。自転周期は約47時間で、自転と公転の同期が発生していると考えられる。ただし、衛星の公転周期の測定には不確実性が残っているため、その周期の上限は49時間とされている。